# Limenitis arthemis

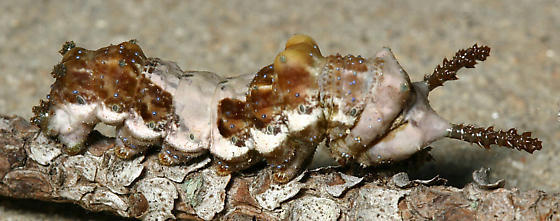
Raupe von Limenitis arthemis

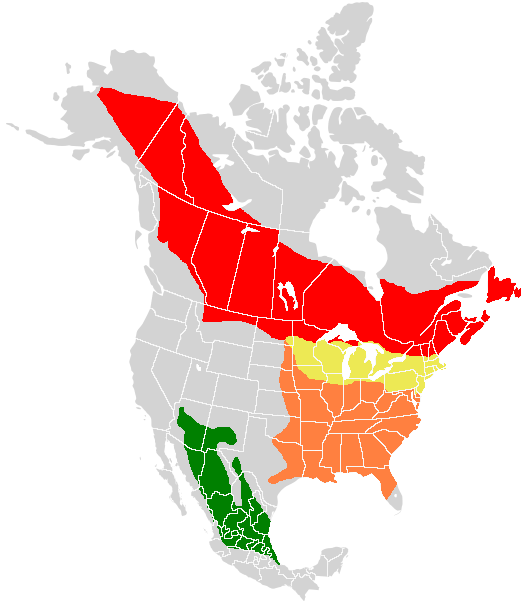
Vorkommen von Limenitis arthemis in den USA und Kanada
Rot: L. a. arthemis und L. a. rubrofasciata;
Orange: L. a. astyanax;
Gelb: Gebiet mit Überlappung von L. a arthemis und L. a. astyanax;
Grün: L. a. arizonensis.

Limenitis arthemis ist ein Schmetterling (Tagfalter) aus der Familie der Edelfalter (Nymphalidae). Farblich variieren die Falter außerordentlich, es gibt zwei schwarz-weiße Unterarten und zwei blauviolette Unterarten. Zwischen den Unterarten gibt es vitale und fruchtbare Hybride, so dass eindeutig nachgewiesen ist, dass es sich um ein und dieselbe Art handelt. Durch das stark unterschiedliche Aussehen gibt es zwei englische Trivialnamen, „White Admiral“ und „Red-spotted Purple“, für die Art.
Limenitis arthemis arthemis wurde nach einer Volksabstimmung im Oktober 1998 zum (inoffiziellen) Insektenemblem der kanadischen Provinz Québec gewählt.

## Merkmale

### Falter
Die Falter erreichen eine Flügelspannweite von 47 bis 78 Millimetern, wobei die kleineren Falter im Norden vorkommen.
Die vier Unterarten der Art sind folgendermaßen zu unterscheiden:
- Limenitis arthemis arthemis (Nominatform) zeigt auf den Flügeln breite weiße Binden auf schwarzbraunem oder blauschwarzem Grund mit zuweilen roten und blauen Flecken am Saum der Hinterflügel. Die Flügelunterseite ist bräunlich, mit einer breiten weißen Binde auf allen Flügeln versehen und lässt rote und blaue Flecke nahe dem Saum erkennen.

- Limenitis arthemis rubrofasciata zeigt sehr ähnliche Zeichnungselemente wie die Nominatform.  Auf der Unterseite der Hinterflügel fehlen blaue Zeichnungselemente.

Beide Unterarten haben eine schwarze Vorderflügelspitze im Gegensatz zu Limenitis lorquini und der Unterseite der Hinterflügel fehlt das Weiß in der Basalregion von Limenitis weidemeyerii.
- Limenitis arthemis astyanax hat keine weißen Binden auf den Flügeln und ist durch eine bläuliche Grundfärbung charakterisiert. Nahe dem Apex der Vorderflügel befinden sich mehrere rote Flecke. Die Hinterflügelunterseite ist schwarz bis schwarzblau und zeigt deutliche rote und blaue Flecke.

- Limenitis arthemis arizonensis hat ebenfalls eine bläuliche Grundfärbung und es fehlen die weißen Binden auf den Flügeln. Die bläuliche Grundfärbung fällt jedoch meist dunkler aus. Oftmals fehlen die roten Flecken am Apex der Vorderflügel oder sind reduziert. Die Zeichnung der dunklen Unterseite der Hinterflügel zeigt rote und blaue Flecke.

### Vergleich der Flügeloberseiten

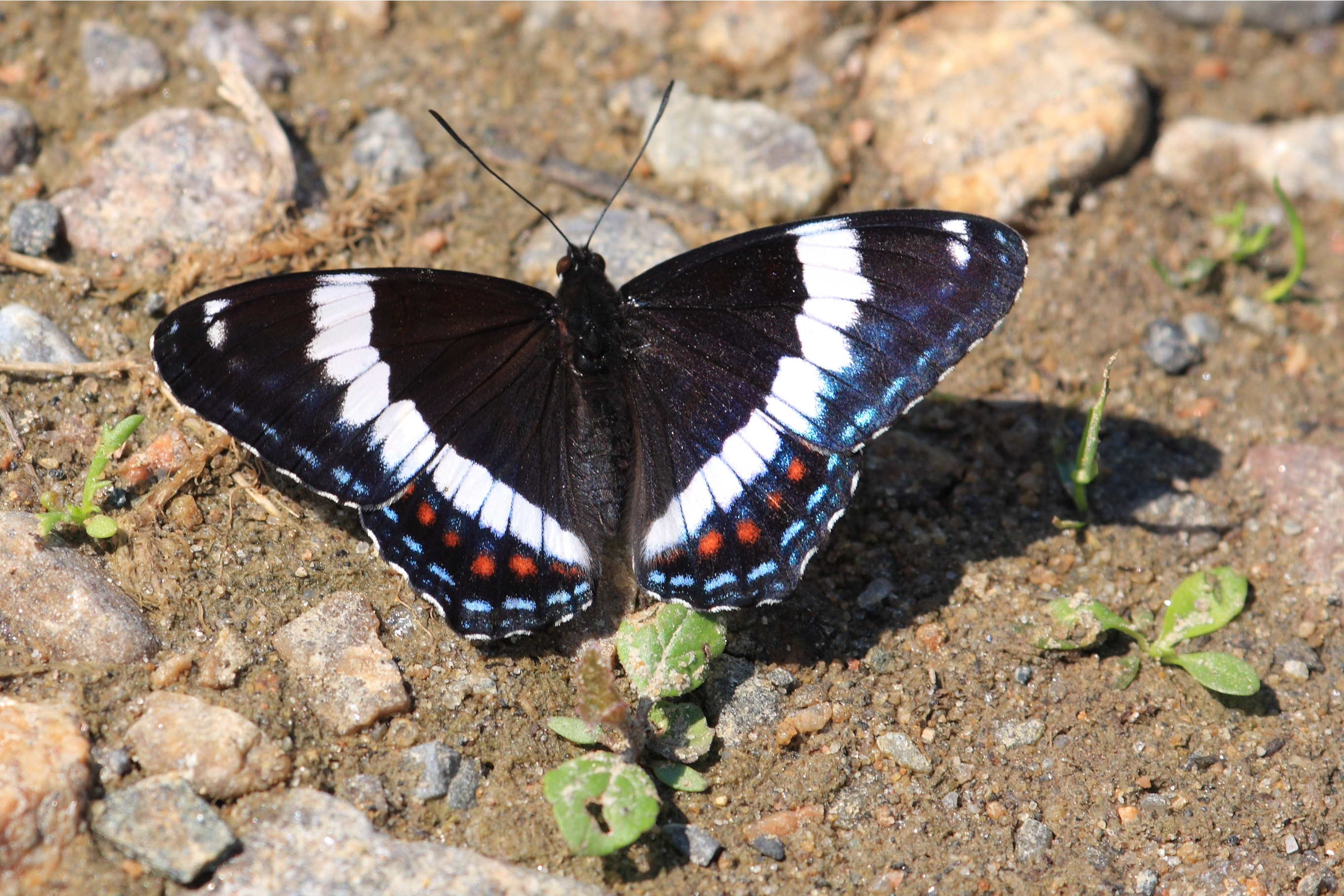
Limenitis arthemis arthemis
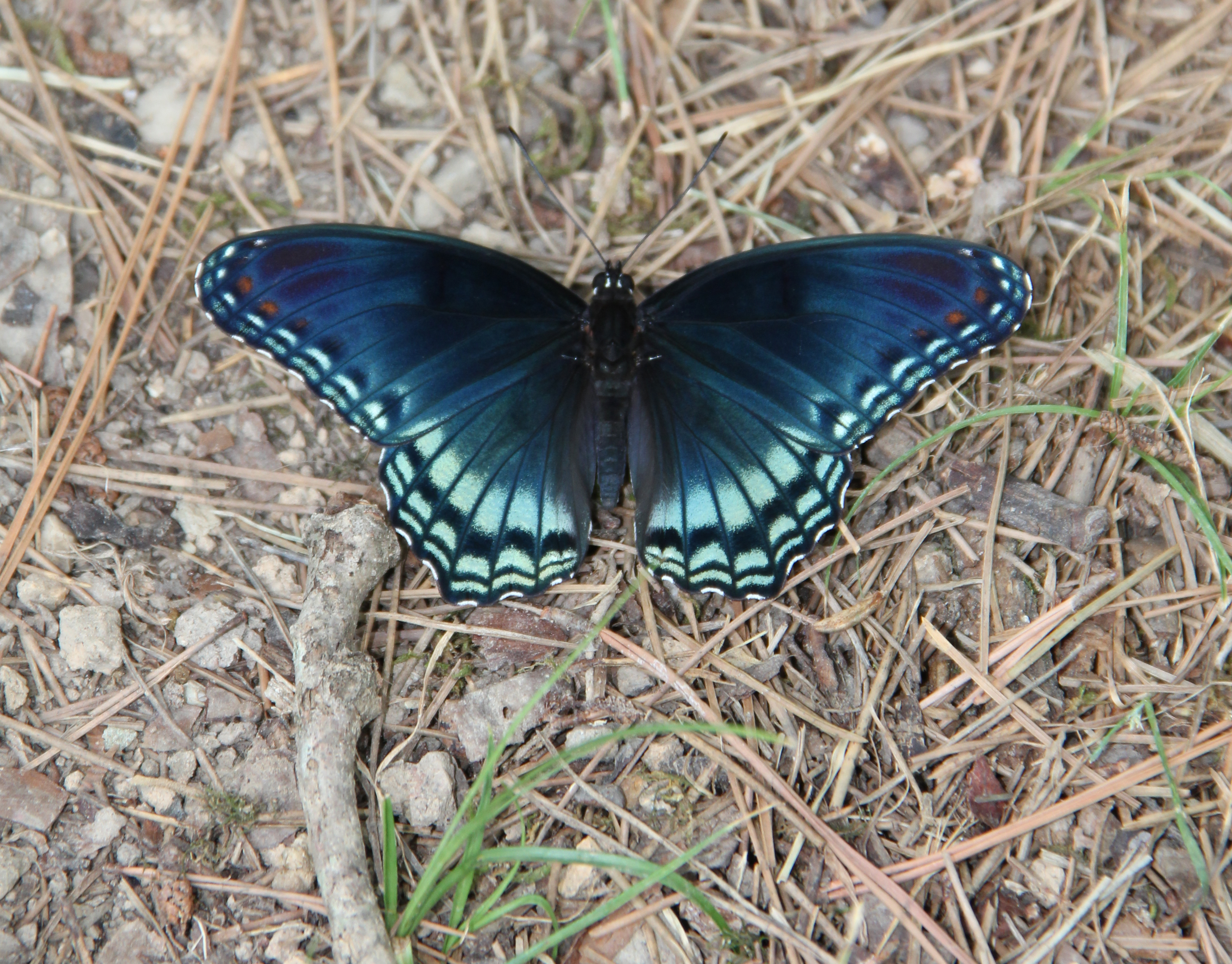
Limenitis arthemis astyanax
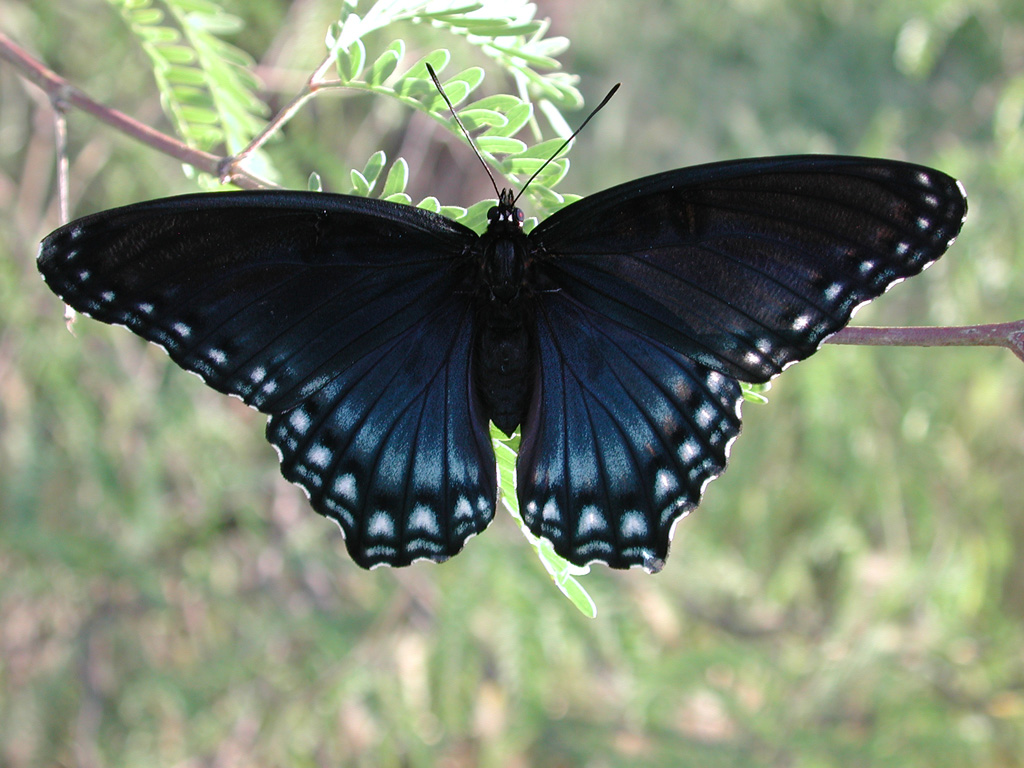
Limenitis arthemis arizonensis
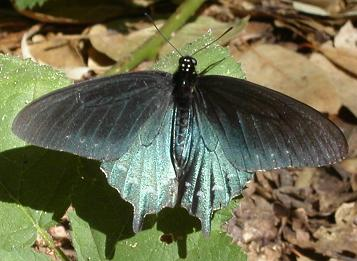
Battus philenor

### Vergleich der Flügelunterseiten

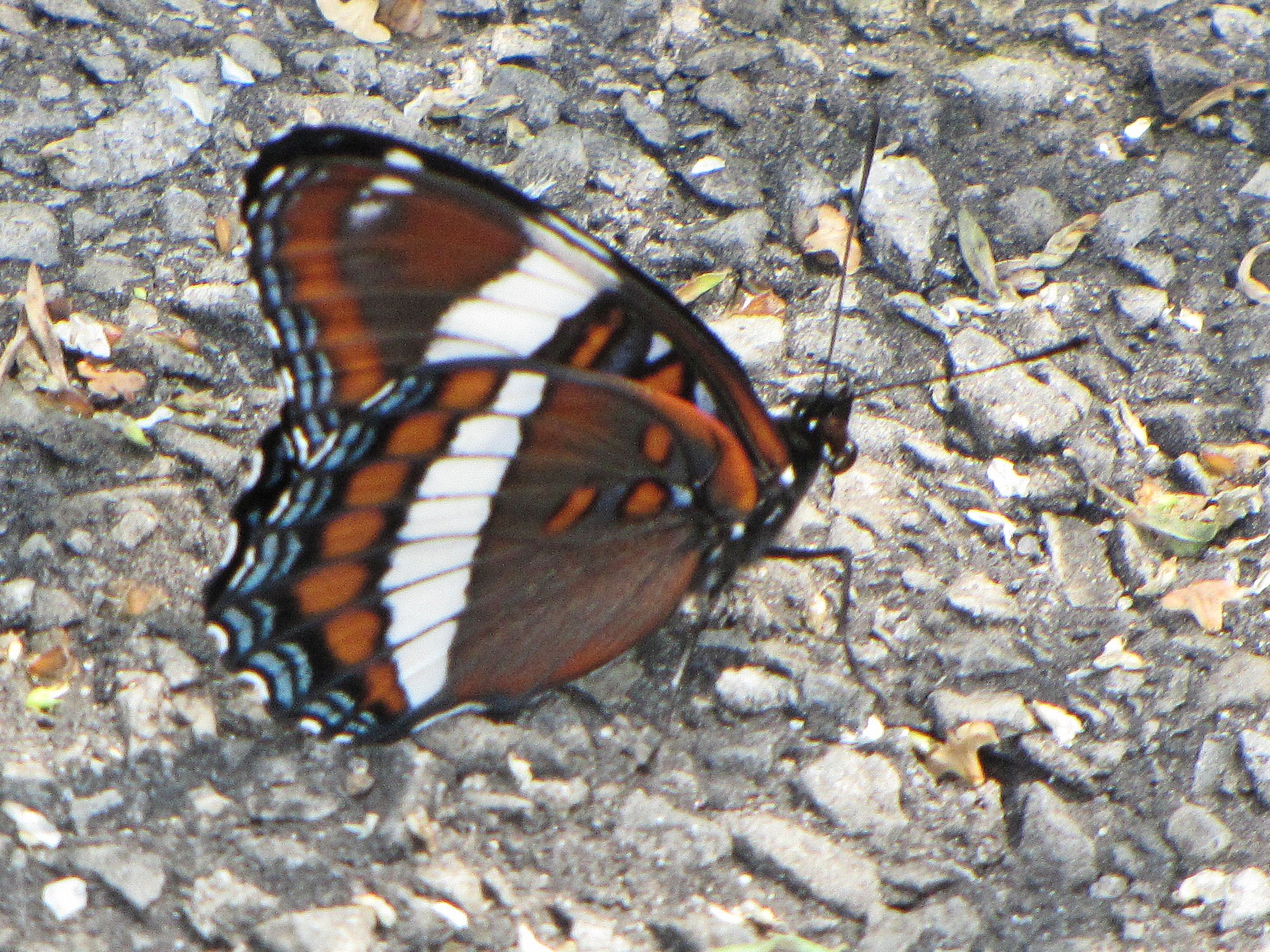
Limenitis arthemis arthemis
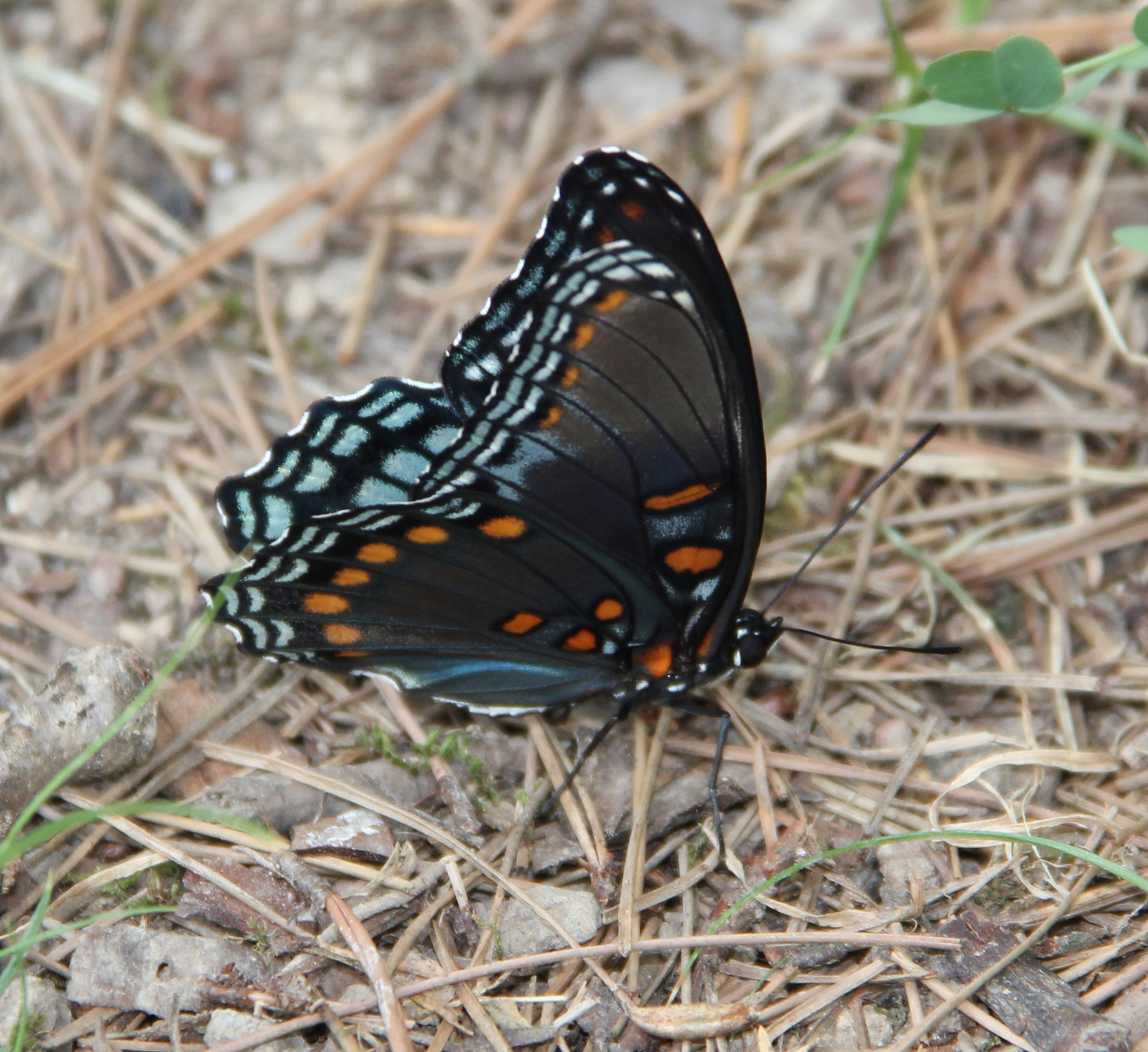
Limenitis arthemis astyanax

### Ei
Die Eier sind graugrün gefärbt.

### Raupe
Erwachsene Raupen haben meist eine bräunliche, grünliche oder weißgrüne Farbe. Der Kopf ist rotbraun und trägt zwei kleine, dunkle, gezähnte Hörner. In der Mitte des Abdomens befindet sich eine sattelförmige Ausbuchtung, die rosa, weißlich oder cremefarben schimmert. Im Gesamterscheinungsbild stellen sie eine Vogelkot-Mimese dar.

### Puppe
Die sattelförmige Ausbuchtung der Raupe ist auch bei der Puppe sehr deutlich hornartig ausgebildet. Die Nominatform ist in der Grundfärbung cremig weiß. Flügelscheiden und Sattel sind braun.
Bei der Unterart L. astyanax überwiegen in der Grundfarbe gelbbraune bis rosa Tönungen. Sie ist außerdem mit dunklen grünen und grauen Sprenkeln versehen.

## Mimikry
Die blauen Unterarten ähneln dem „Pipevine Swallowtail“ (Battus philenor), der zwar kurze Schwänzchen auf den Hinterflügeln zeigt, dennoch schwer zu unterscheiden ist. Der giftige Battus philenor ist das Model bei dieser Bates’schen Mimikry für L. astyanax und zahlreiche weitere Imitatoren wie Papilio troilus, Papilio polyxenes-Weibchen und schwarze Papilio glaucus-Weibchen, die sich alle damit vor Fressfeinden schützen. Die Verbreitungsgebiete der Imitatoren deckt sich gut mit dem des Models in den östlichen USA, wo sich dieser Mimikry-Ring entwickelt hat. In Experimenten fraßen unerfahrene Vögel die ungiftigen Imitatoren. Wenn sie jedoch einmal Battus philenor probiert hatten und diesen wegen seiner Aristolochiasäuren nicht fraßen, wollten sie meistens auch keine Imitatoren mehr fressen. Die Gene für die schwarzen Flügel, die für die Mimikry verantwortlich sind, sind dominant. Dagegen ist das Gen für die weißen Streifen rezessiv. Von 40° bis 46° nördlicher Breite ist eine Übergangszone, in der alle möglichen Kombinationen der Eigenschaften vorkommen. Südlich davon haben alle Falter dunkle Hinterflügel und nördlich davon ist das weiße Band immer vorhanden.

## Geographische Verbreitung und Lebensraum
Limenitis arthemis kommt in den USA und in Kanada vor und besiedelt hauptsächlich Laubwälder sowie Lichtungen und Waldränder. Derselbe Lebensraum wird von Limenitis widemeyerii und Limenitis lorquini in anderen geografischen Regionen besiedelt.
- Limenitis arthemis kommt in Kanada östlich ab Manitoba und im Nordosten der USA vor

- Limenitis arthemis rubrofasciata kommt in Kanada vom zentralen Manitoba bis Alaska vor und wird daher auch als „Western White Admiral“ bezeichnet.[2]

- Limenitis arthemis astyanax ist im Osten und Südosten der USA verbreitet.

- Limenitis arthemis arizonensis hat keine geographische Überlappung mit anderen Unterarten und kommt von Arizona über New Mexico und dem westlichen Texas bis ins südliche Mexiko vor.[8]

## Lebensweise
Die Art bildet in den nördlichen Regionen eine Generation im Jahr, deren Falter je nach Region von Juni bis August fliegen. Im Bundesstaat New York ergeben sich zwei Generationen, die von Juni bis September fliegen. In den südlichen Vorkommensgebieten werden mehrere Generationen gebildet, die von März bis November (Florida) oder von April bis November (Arizona) fliegen. Die Falter saugen zur Aufnahme von Flüssigkeit, Nahrung und Mineralien an blutenden Bäumen, feuchten Erdstellen, überreifen Früchten, Blüten, Aas, Exkrementen oder vermoderndem Holz. Männliche Falter der ssp. astyanax sind relativ flugträge und ruhen gerne auf den Zweigen von Büschen und Bäumen, wohingegen die Männchen der ssp. arizonensis fast den ganzen Tag hindurch auf der Suche nach den Weibchen an den Nahrungspflanzen entlang fliegen. Nach der Begattung legen die Weibchen die Eier einzeln auf der Unterseite der Nahrungspflanze ab. Junge Pflanzen werden dabei bevorzugt. Die Raupen ernähren sich von den Blättern einer Vielzahl verschiedener Pflanzen, dazu zählen Birken- (Betula), Weiden- (Salix), Weißdorn- (Crataegus), Pappel- (Populus), Erlen- (Alnus), Prunus-, Eichen- (Quercus), Ulmen- (Ulmus) und Lindenarten. Sie überwintern in einem Hibernarium.

## Belege